# Väst (FMÖ 86)
Väst (FMÖ 86) var en militärövning (försvarsmaktsövning) som genomfördes i Sverige mellan den 27 september–1 oktober 1986. Väst är den femte försvarsmaktsövningen i raden som genomförts som syftade till att öva förband ur samtliga försvarsgrenar, samt samverkan med totalförsvaret. Övningen genomfördes i huvudsak i södra Sverige med tyngdpunkten i  Västra militärområdet (Milo V) och övningsledare var militärbefälhavaren för Milo V, konteramiral Jan Enquist. Huvuddelen av personalen var värnpliktiga som undergick repetitionsutbildning från Norra Smålands regemente (I 12), Älvsborgs regemente (I 15), Hallands regemente (I 16) och Bohusläns regemente (I 17), Södermanlands regemente (P 10). Totalt deltog cirka 16000 personer från armén, flygvapnet och marinen, samt från civilförsvaret. Drygt 4000 fordon, varav ett hundratal utgjordes av pansarfordon, Mer än 180 flygplan från flygvapnet, samt ett femtiotal fartyg från marinen understödde operationerna under övningen.